# Trattato di Livadia

Mappa anacronistica di tutti i territori dell'Impero russo e della sua sfera d'influenza. Il territorio di Ili o territorio di Kulja, occupato tra il 1871 e il 1881, è la regione nord-occidentale della Cina confinante con l'Impero russo. La Russia rinunciò ad ogni pretesa su tale territori con il trattato di San Pietroburgo (1881).

Il trattato di Livadia fu un trattato ineguale tra l'Impero russo e la dinastia Qing cinese firmato a Livadija, in Crimea, il 2 ottobre 1879, in cui la Russia accettò di restituire una parte delle terre che aveva occupato nello Xinjiang durante la rivolta dei Dungani del 1862–1877. Anche se le forze Qing avevano riconquistato l'area, il trattato risultante fu estremamente sfavorevole alla Cina. Di conseguenza, il governo Qing rifiutò di ratificarlo e Wanyan Chonghou, l'emissario che aveva condotto i negoziati per la parte cinese, venne condannato a morte (sebbene la sentenza non sia stata eseguita per le proteste dei russi). Diciassette mesi dopo, le due nazioni firmarono il trattato di San Pietroburgo (1881), che a parte le questioni territoriali, aveva in gran parte gli stessi termini del trattato di Livadia.

## Contesto
La dinastia Qing sotto l'imperatore Qianlong conquistò lo Xinjiang dal Khanato degli Zungari alla fine del 1750. Tuttavia, la Cina dei Qing declinò alla fine del XIX secolo dopo la prima guerra dell'oppio. Una grande rivolta nota come rivolta dei Dungani si verificò negli anni 1860 e '70 nella Cina nordoccidentale, e il dominio Qing quasi crollò in tutto lo Xinjiang tranne che in luoghi come Tacheng. Approfittando di questa rivolta, Yakub Beg, comandante in capo dell'esercito di Kokand occupò la maggior parte dello Xinjiang e si dichiarò emiro della Kashgaria.
La Russia era ufficialmente neutrale durante il conflitto ma, come risultato del trattato di Tarbagatai nel 1864, aveva già guadagnato circa 910.000 km² di territorio nello Xinjiang. Inoltre, il governatore generale russo del Turkestan aveva inviato truppe nella valle di Ili nel 1871, apparentemente per proteggere i suoi cittadini durante la ribellione, ma facendo in realtà costruire numerose infrastrutture nella capitale di Ili, Ghulja. Questo era tipico della strategia russa di prendere il controllo di una regione e negoziare il riconoscimento della sua sovranità dopo il fatto.
La controinsurrezione Qing, guidata dal generale Zuo Zongtang, iniziò nel settembre 1876 e si concluse nel dicembre 1877, dopo aver riconquistato completamente le terre perdute. Durante questo periodo, la Russia aveva promesso di restituire alla Cina tutte le terre occupate.

## Il trattato
Il trattato di Livadia consisteva in realtà in due accordi separati.

### Trattato di confine
Il primo trattato consisteva di diciotto articoli e stabiliva che:
- La Russia avrebbe restituito una parte dello Xinjiang alla Cina, mantenendo la valle dell'Ili occidentale e il fiume Tekes, assicurando alla Russia l'accesso alla parte meridionale dello Xinjiang.
- Nelle terre che venivano restituite, la Russia avrebbe mantenuto tutti i diritti di proprietà che aveva stabilito durante l'occupazione.
- Chiunque fra i Dungani che si fosse ribellato avrebbe potuto scegliere di diventare cittadino russo e coloro che non lo facevano non sarebbero stati puniti per le loro attività durante la ribellione.
- Alla Russia sarebbe stato concesso il diritto di aprire sette nuovi consolati nello Xinjiang e in Mongolia.
- La Russia avrebbe potuto intraprendere scambi commerciali senza dazi nello Xinjiang e in Mongolia.
- I mercanti russi avrebbero avuto accesso alle rotte commerciali che si estendevano fino a Pechino e Hankou sullo Yangtze.
- La Cina avrebbe pagato un'indennità di cinque milioni di rubli per coprire i costi di occupazione e le perdite di proprietà della Russia.

### Trattato commerciale
Il secondo trattato conteneva diciassette articoli incentrati sulla logistica della conduzione del commercio, come questioni fiscali, requisiti del passaporto e procedure di certificazione, il cui effetto totale era molto sbilanciato a favore degli interessi commerciali russi e rappresentava un accesso senza precedenti all'interno della Cina. C'era anche un articolo supplementare non correlato che riaffermava il diritto della Russia di navigare sul fiume Songhua fino a Tongjiang in Manciuria.